# Vliegend Spaghettimonster (god)

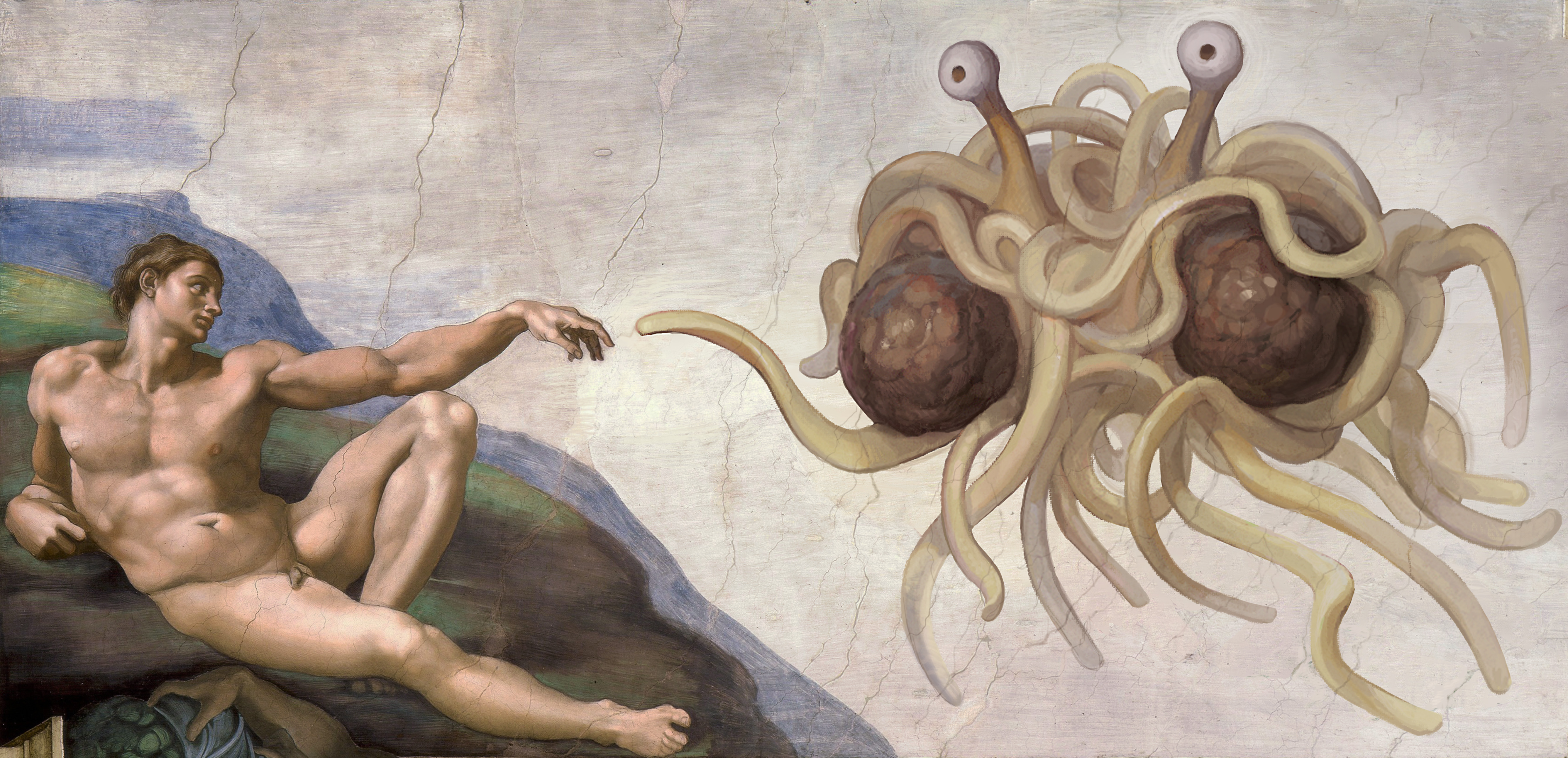
Touched by His Noodly Appendage, een parodie op Michelangelo's De schepping van Adam, toont het Vliegend Spaghettimonster door Arne Niklas Jansson.

Het Vliegend Spaghettimonster (oorspronkelijk Engels: Flying Spaghetti Monster, ofwel FSM) is de god van de Kerk van het Vliegend Spaghettimonster (ook wel pastafar(ian)isme genoemd). Hoewel aanhangers van het pastafarianisme zich met publicaties en symboliek als echte gelovigen presenteren, wordt het beschouwd als een parodie op het geloof in een god, in 'intelligent design' en een 'intelligente ontwerper', met als bedoeling enkele godsbewijzen via een reductio ad absurdum te ontkrachten. Het is oorspronkelijk bedacht om de onzinnigheid van creationistisch geïnspireerd onderwijs aan te tonen.

## Geschiedenis
Het Vliegend Spaghettimonster werd in 2005 voor het eerst beschreven in een protest tegen het voornemen om op scholen in de Amerikaanse staat Kansas behalve de evolutietheorie ook de alternatieve leer van het intelligent design te onderwijzen, wat uiteindelijk ook gebeurde. De 24-jarige Amerikaanse natuurkundestudent Bobby Henderson uit Oregon schreef daarop een satirische open brief aan de onderwijsraad van Kansas. Hij poneerde dat er meerdere ideeën zijn over intelligent design, waaronder het idee van een Vliegend Spaghettimonster. Als het belangrijk was dat kinderen meerdere zienswijzen onderwezen krijgen, dan mocht ook de theorie van het Vliegende Spaghettimonster niet ontbreken. Hij gebruikte als onderbouwing argumenten die creationisten ook hebben aangedragen voor hun theorie.
Omdat hij geen reactie kreeg, publiceerde Henderson de tekst van zijn brief op zijn website. In korte tijd ontving hij tienduizenden reacties. Het overgrote deel was positief, maar er waren ook veel boze reacties omdat hij andere geloven zou hebben bespot, wat leidde tot doodsbedreigingen aan het adres van Henderson. Daarna werd het Spaghettimonster een internetfenomeen en gingen anderen ermee aan de haal. Door de satirische presentatie van het argument van Henderson, dat intelligent design een verzinsel was, werd het Vliegend Spaghettimonster populair bij bloggers, internetmagazines en spotwebsites als Boing Boing en Uncyclopedia, tot het ook door kranten en tijdschriften werd opgepikt. Na enkele maanden kreeg Henderson alsnog een reactie van sommige leden van de onderwijsraad.

Logo van het Vliegend Spaghettimonster

Het humoristische symbool van de strijd tegen godsdienstig aangestuurd onderwijs werd door sommigen quasiserieus opgevat. De Zweedse ontwerper Niklas Jansson presenteerde in augustus 2005 een bewerking van Michelangelo's bekende schilderij De schepping van Adam waarbij de afbeelding van God was vervangen door een kluwen spaghetti (pasta, ofwel noedels) met twee gehaktballen en twee ogen op steeltjes, naar de tekening van de Schepping door het Vliegend Spaghettimonster die Bobby Henderson bij zijn Open Brief had gevoegd. Met deze prent, Touched by His Noodly Appendage genaamd, had het Spaghettimonster zijn iconische vorm gekregen. Lezers van het internetmagazine Boing Boing creëerden een parodie op het ichthus-symbool, om te gebruiken als logo, bumpersticker en meer.

### Uitbouw
Er kwam een officieel kerkgenootschap tot stand, met volgelingen die de woorden van hun 'noedelige meester' preken als het enig ware geloof. Henderson, die zich op zijn website als profeet van het Vliegend Spaghettimonster afficheert, publiceerde in 2006 een evangelie, The Gospel of the Flying Spaghetti Monster. In zijn boek parodieerde Henderson de stijl van quasiwetenschappelijke boeken en van de Bijbel om de leer van het creationisme en het intelligent design belachelijk te maken. Het bevat een complete scheppingsmythe waarin een onzichtbaar spaghettimonster de mens creëerde in een dronken bui. In de Gospel worden ook de acht 'I'd Really Rather You Didn'ts' (Liever-nieten) medegedeeld, die het spaghettimonster op een bergtop in de vorm van stenen tabletten overhandigde aan piratenkapitein Mosey. Deze vormen een parallel met de Tien Geboden die in het Bijbelboek Exodus aan de profeet Mozes werden geschonken, eveneens op een bergtop in de vorm van stenen tabletten ('stenen tafelen' in de Statenvertaling). Het Gospel werd genomineerd voor een prijs voor het meest humoristische boek, maar won niet.
In 2010 verscheen een bijbel-achtig boek, The Loose Canon. A Holy Book of the Church of the Flying Spaghetti Monster. De titel is een woordspeling op loose cannon, een Engelstalig equivalent van het spreekwoordelijke 'ongeleide projectiel', en de canon van de Bijbel. The Loose Canon bestaat uit een serie losse verhalen, psalmen en gebeden, geschreven door leden van het bij de website horende discussieforum. Sommige van deze verhalen wijken dan ook af van wat in het Gospel staat. Het boek is niet te koop, maar gratis online te lezen en te downloaden.

## Geloofsartikelen

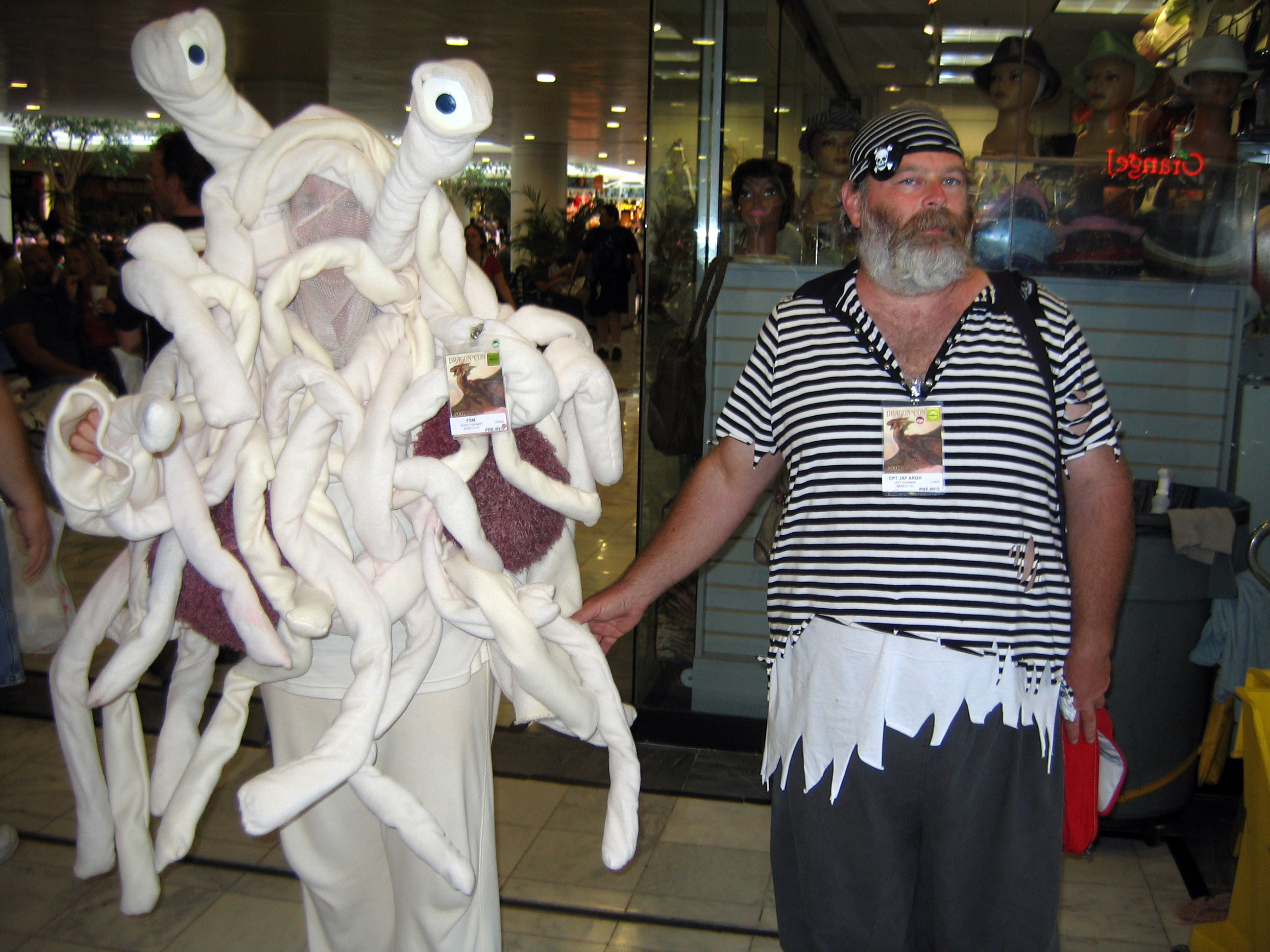
Het Vliegende Spaghettimonster en een piraat, 2007.

- Het heelal is geschapen door het Vliegend Spaghettimonster.
- Al het bewijs voor evolutie is aangebracht door zijn Noedelige Aanhangsels.
- Bobby Henderson is de profeet van dit geloof.
- De opwarming van de Aarde is een rechtstreeks gevolg van de afname van het aantal piraten sinds de 19e eeuw. Een grafiek in de open brief van Henderson toont het verband tussen beide zaken aan. Piraten worden dan ook als heilig gezien.
- Het uitverkoren kostuum voor zijn volgelingen is een volledig piratenpak. Daarnaast wordt ook een vergiet gebruikt als religieus hoofddeksel.
- De volgelingen noemen zich pastafari (een woordspeling op rastafari), soms ook pastafariër of pastafariaan.
- Wie zich aan de Liever-nieten houdt, kan na zijn of haar dood in de Hemel komen. Deze staat vol met stripperfabrieken en biervulkanen. Wie zich misdraagt gaat naar de Hel. Deze is vrijwel identiek aan de hemel, alleen hebben de strippers soa's en is het bier verschaald.
- Iedere vrijdag is een religieuze feestdag.
- De mens is vrij van religieuze plichten of beperkingen.
- Het enige dogma is de afwijzing van iedere vorm van dogmatisme.
- Gebeden worden afgesloten met het woord RAmen in plaats van Amen (ramen is een van oorsprong Japanse noedelsoort; gewoonlijk wordt deze 'heilige' bezwering gespeld met twee hoofdletters aan het begin).

### De acht "Liever-nieten"

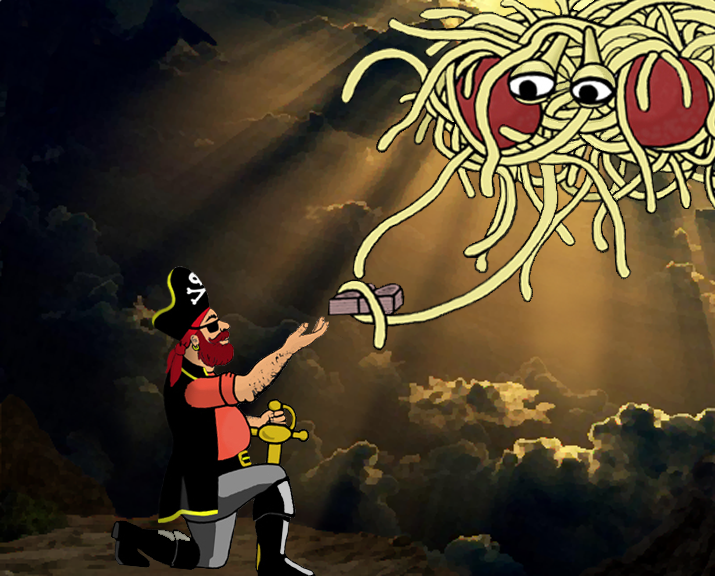
Het Vliegende Spaghettimonster geeft de tabletten met de Liever-nieten aan kapitein Mosey

In het Evangelie van het Vliegend Spaghettimonster wordt verhaald dat deze godheid op een berg advies gaf aan Mosey, de eerste piraat, in de vorm van tien stenen tabletten. Op de weg naar beneden liet Mosey twee van de stenen tabletten vallen, waardoor er nog maar acht over gebleven zijn (de lage morele standaard van pastafari's wordt verklaard door de twee ontbrekende tabletten):
1. Ik heb echt liever niet dat je... doet alsof je heiliger bent dan iemand anders wanneer je mijn noedelige goddelijkheid beschrijft. Als sommige mensen niet in me geloven dan is dat oké. Echt. Trouwens, dit gaat niet over hen, dus niet afdwalen.
2. Ik heb echt liever niet dat je... mijn bestaan gebruikt om mensen te onderdrukken, straffen, veroordelen of, je snapt het, je slecht te gedragen tegen anderen. Ik heb geen offers nodig en het begrip "zuiver" is bedoeld voor bronwater, niet mensen.
3. Ik heb echt liever niet dat je... mensen beoordeelt op hoe ze eruitzien, hoe ze zich kleden, hoe ze praten of hoe ze lopen, maar wees gewoon vriendelijk, oké? O, en laat dit eens doordringen: vrouw = mens. man = mens. Precies hetzelfde. De een is niet beter dan de ander, tenzij we het over mode hebben en sorry, dat heb ik aan vrouwen gegeven en een paar mannen die toevallig het verschil weten tussen lila en violet.
4. Ik heb echt liever niet dat je... je gedraagt op een manier die aanstoot kan geven aan jezelf of je willige partner met de wettige leeftijd EN geestelijke volwassenheid. Voor wie daar problemen mee heeft; ik geloof dat de uitdrukking is: "doe 't effe lekker met jezelf", tenzij je daar aanstoot aan neemt; in dat geval moet je maar eens de tv uitzetten en voor de verandering een ommetje maken.
5. Ik heb echt liever niet dat je... discussieert met gehersenspoelde, vooringenomen, akelige mensen op een lege maag. Eet eerst en maak dan gehakt van ze.
6. Ik heb echt liever niet dat je... kerken/moskeeën/tempels bouwt van multimiljoenen euro's voor mijn noedelige goedheid, wanneer het geld beter besteed kan worden aan bestrijding van armoede en ziekte, aan leven in vrede, liefhebben met passie en het goedkoper maken van breedbandkabel. Ik mag dan een alleswetend complex wezen zijn, maar ik hou van de simpele dingen in het leven. Ik kan het weten, ik ben de Schepper.
7. Ik heb echt liever niet dat je... rondbazuint tegen anderen dat ik met je praat. Zo interessant ben je niet. Word volwassen. Ik vertel je net dat je je naasten lief moet hebben, dat was een hint.
8. Ik heb echt liever niet dat je... bij een ander dingen doet die je met jezelf wil laten geschieden, als je in bent voor dingen die te maken hebben met, eh... veel glijmiddel, leer of vaseline. Als de andere persoon het wil (gelet op punt 4), ga ervoor, maak foto's en in Mike's naam, gebruik een condoom! Echt, het is maar rubber. Als ik had gewild dat het niet goed voelde, had ik wel stekels toegevoegd, of zoiets.

### Iconografie
Het Vliegende Spaghettimonster wordt gewoonlijk afgebeeld als een kluwen gekookte spaghetti met twee gehaktballen en twee oogstengels. Plaatjes van de schepping van het heelal tonen het monster, een berg met bomen erop en een dwerg ('midget'): de door het monster geschapen aarde en de mens.

### Feestdagen
Naast de wekelijks vrijdag kent het Pastafarianisme nog een aantal officiële feestdagen:
- Pastover wordt tegelijk met het christelijke paasfeest en het joodse Pesach gevierd. Tijdens Pastover (in het Nederlands soms vertaald als Pastach) komt men samen met familieleden om gekleed als piraten overvloedige hoeveelheden pasta te eten en te vertellen hoe men ooit is geraakt door Zijn Noedelige Aanhangsel. Hierbij laat men een ooglapje rondgaan, waarbij het de beurt van de drager is om zijn of haar verhaal te vertellen.
- Ramendan valt samen met de islamitische vastenmaand Ramadan. Het belangrijkste verschil is dat pastafari's niet vasten of bidden, aangezien dat in strijd zou zijn met hun lage morele normen. In plaats daarvan eten ze een paar dagen van de maand alleen maar instant(ramen)noedels en denken ze terug aan hun tijd als hongerige studenten. Dit leert hen om gelukkig te zijn met wat ze hebben bereikt, en als ze nog niets bereikt hebben om in ieder geval blij te zijn dat ze pastafari zijn. Aan het einde van Ramendan doneren Pastafari's hun overgebleven noedels aan personen die dat beter kunnen gebruiken.
- International Talk Like A Pirate Day vindt elk jaar plaats op 19 september. Op deze dag vieren pastafari's hun piratenwortels onder het genot van een glas grog.
- Halloween is een feestdag waarbij piraten uit vroeger tijden worden geëerd. Zij waren door het VSM uitverkoren en daarmee de eerste pastafari's. Men verkleedt zich dan ook meestal als piraat en deelt snoep uit aan kinderen.
- Holiday season is de naam voor de feestdagenperiode aan het eind van het jaar. Pastafari's beschouwen het toenemende gebruik van de term Holiday season en de feestgroet Happy Holidays! ("Prettige feestdagen!") ten koste van Christmas season ("kerstdagen") en Merry Christmas! ("Vrolijk kerstfeest!") als bewijs voor de groei van hun religie.

Andere dagen die gevierd worden zijn de verjaardag van Bobby Henderson (18 juli), International Beer Day (de eerste vrijdag van augustus) en World Pasta Day (25 oktober).

## Erkenning

### Internationaal

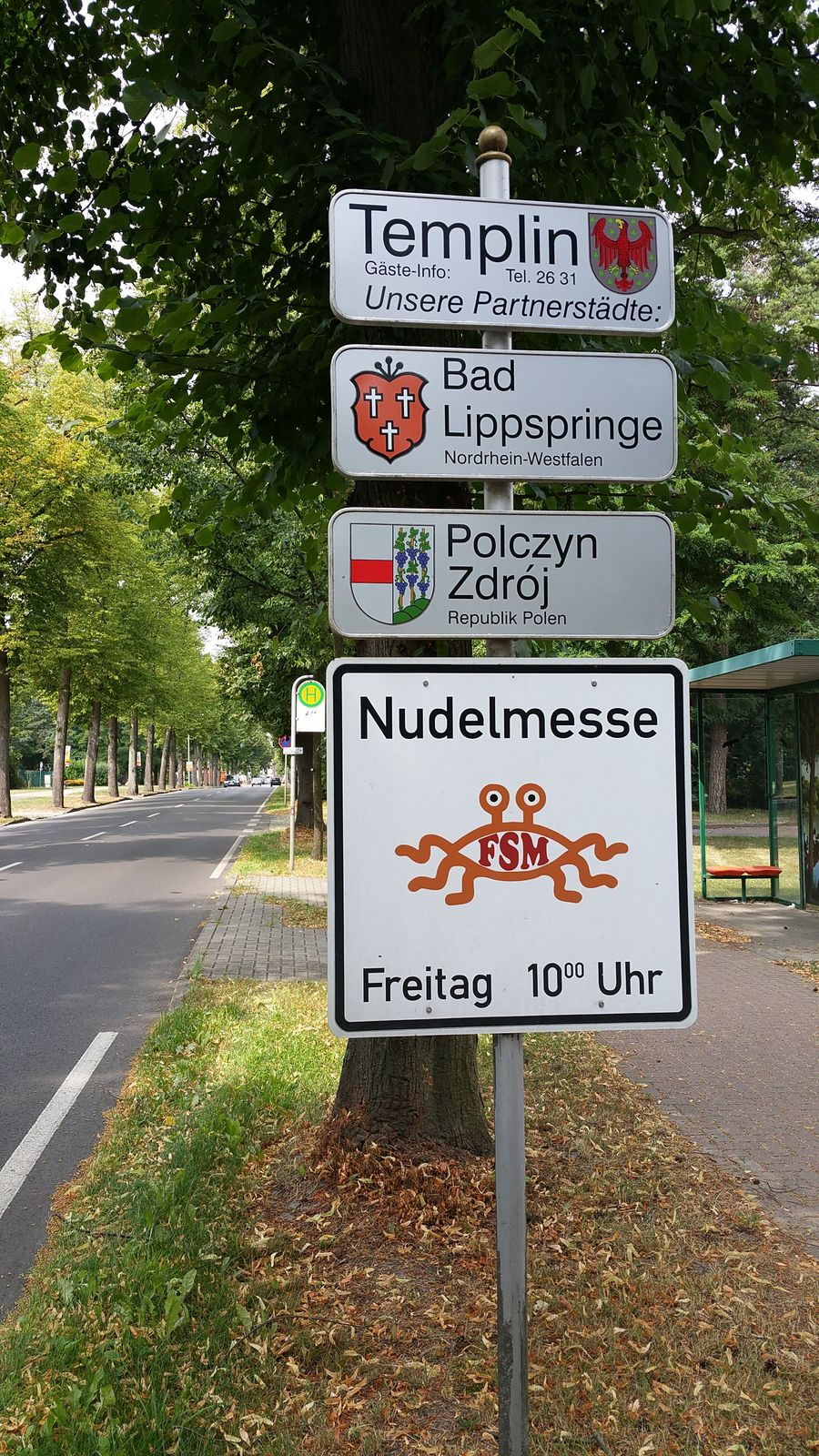
Verwijzing FSM-noedelmissen als variant op verwijzing naar kerkdiensten

De Duitse tak van de Kerk van het Vliegend Spaghettimonster (FSM) is te Templin gevestigd. Deze is in Duitsland als goed doel erkend. De beweging had daar anno 2023 circa 600 leden.
Op 12 oktober 2009 verkreeg de Oostenrijker Niko Alm een rijbewijs met een pasfoto waarop hij met een plastic vergiet (dat geschikt zou zijn voor het afgieten van pasta) op zijn hoofd stond afgebeeld. Hij had als reden aangevoerd dat dit hoofddeksel bij zijn lidmaatschap van de kerk van het vliegende Spaghettimonster hoorde. Wel moest hij eerst een psychiatrisch onderzoek ondergaan voordat hij zijn rijbewijs verkreeg. Naar aanleiding van de publiciteit ontkende de verstrekkende instantie de foto toegestaan te hebben op religieuze gronden maar slechts omdat het vergiet zijn gezicht niet bedekte. De Oostenrijkse criteria voor pasfoto's staan hoofdbedekking echter alleen op religieuze gronden toe. In augustus 2013 kreeg ook de Tsjech Lukas Novy toestemming voor een pasfoto met vergiet in zijn rijbewijs. De autoriteiten verwezen daarbij naar de wetten op godsdienstvrijheid. Andere landen, waaronder Polen, weigeren het vergiet op pasfoto's.
In 2015 kreeg het geloof volledige erkenning in Nieuw-Zeeland en hierbij ook de toestemming om mensen te mogen huwen. In april 2016 werd het eerste erkende huwelijk tussen Toby Ricketts en Marianna Fenn ingezegend in Nieuw-Zeeland door Ministeroni Karen Martyn.

### Nederland
De Nederlandse Kerk van het Vliegend Spaghettimonster werd in augustus 2015 opgericht door Dirk Jan Dijkstra uit Emmen, hierbij geholpen door weblog Retecool.com. Dijkstra verzocht de Kamer van Koophandel zijn kerk als kerkgenootschap in te schrijven in het Handelsregister, maar dit werd afgewezen wegens het ontbreken van een "religieus karakter". Hierop begon Retecool een ledenwervingscampagne, die ook de nodige publiciteit opleverde. Daarnaast werd een bezwaarschrift ingediend, wat uiteindelijk resulteerde in een inschrijving als kerkgenootschap. Dit betekende overigens niet veel meer dan dat de Kerk van het Vliegend Spaghettimonster nu een rechtspersoon is in de zin van Boek 2 van het Nederlandse Burgerlijk Wetboek. Ook zou de Kerk in aanmerking kunnen komen om te worden aangemerkt als een Algemeen nut beogende instelling (ANBI). Een verzoek daartoe is echter afgewezen door de Belastingdienst.
Na te zijn geslaagd in de inschrijving als kerkgenootschap, trachtte Dijkstra op ludieke wijze verdere erkenning te bewerkstelligen. Aangezien moslima's voor hun identiteitsbewijs een foto met hoofddoek kunnen inleveren en sikhs er met een tulband op mogen staan mits het gezicht volledig zichtbaar is, moest het volgens hem voor pastafari's ook mogelijk zijn een vergiet op het hoofd te dragen. De gemeente weigerde echter de foto bij zijn identiteitskaartaanvraag. De rechtbank in Groningen gaf Emmen daarin in juli 2016 gelijk. Volgens de rechter had Dijkstra niet aangetoond dat de door hem aangehangen levensbeschouwelijke stroming het bedekken van het hoofd aan hem voorschrijft. Eerder was een lid van de Haagse Piratenpartij er wel in geslaagd in zijn woonplaats de afgifte van een identiteitskaart met dergelijke foto te bewerkstelligen, evenals een man uit Leiden die zo een paspoort en een rijbewijs mee naar huis kreeg. Dijkstra kondigde dan ook aan in hoger beroep te gaan.
Een lid van de Kerk uit Eindhoven kreeg eveneens nul op het rekest van de rechter. Ook een studente uit Nijmegen zag haar pogingen om met vergiet op haar rijbewijs en identiteitskaart te komen in 2017 stranden. Ze tekende hoger beroep aan, wat op 15 augustus 2018 door de Raad van State werd afgewezen.
In een nieuwsbrief van de Rijksoverheid uit 2016 viel te lezen dat het Ministerie van BZK gemeenten inmiddels nadrukkelijk adviseerde om verdere aanvragen af te wijzen. Uit een WOB-verzoek van de Kerk bleek dat tientallen mensen hebben geprobeerd met een vergiet op een ID-kaart, paspoort, of rijbewijs te komen.
In november 2017 weigerde het College van Bestuur van de Technische Universiteit Delft een verzoek van promovendus Michael Afanasyev, priester in de Kerk van het Vliegende Spaghettimonster, om tijdens de promotieplechtigheid gekleed te gaan in de traditionele ceremoniële kleding van zijn ambt, een piratenkostuum. De Universiteit hanteert een kledingvoorschrift dat getuigt van respect en dat de nadruk legt op de wetenschappelijke dialoog. Afanasyev ging in beroep bij het College voor de Rechten van de Mens omdat er sprake zou zijn van discriminatie. Het College voor de Rechten van de Mens heeft de Universiteit in het gelijk gesteld: omdat een universitaire promotiezitting niet moet worden gezien als een gelegenheid waarbij de leer van een Kerk wordt onderwezen.

### België
In België zijn de eisen om als religie erkend te worden een stuk strenger dan in Nederland. Daar staat tegenover dat de gevolgen ook aanzienlijk verder strekken. Het valt dan ook te betwijfelen of het Pastafarianisme hier spoedig als godsdienst zal worden erkend.
Tot nu toe hebben twee Vlamingen geprobeerd om met een vergiet op hun hoofd afgebeeld te worden op hun identiteitskaart. Zowel in Hasselt als in Gent slaagden zij daar niet in. Ook in het Waalse Durbuy weigerde de gemeente een identiteitskaart te verstrekken aan een man die met een vergiet als hoofddeksel op de foto wilde. Voor zover bekend heeft dit alles niet tot rechtszaken geleid.